# Liberazione (film 1920)
Liberazione è un film muto italiano del 1920 diretto da Jacques Creusy.